# Iconi
Iconi är en ort på ön Grande Comore på Komorerna. Den hade 6 032 invånare år 2003.